# 桑福德 (北卡羅萊納州)
桑福德（英語：Sanford）位於美國北卡羅萊納州，是李縣（Lee County）的縣治，根據2020年美國人口普查，當地人口為30,261人。北卡羅萊納州的首府洛里位在桑福德東北方約68公里。